# 岡田壽吉
岡田 壽吉（おかだ ひさきち / じゅきち、1887年1月4日 - 1949年3月6日以降）は、長崎市長（2期）。1945年8月9日の長崎原爆投下時の市長でもあった。名前は寿吉とも表記される。

## 経歴
兵庫県出身。1921年東京帝国大学法学部を卒業。三菱重工長崎造船所に入り、総務部長、副長などを務め、その一方、長崎市会議員を2期務めた。1941年10月22日長崎市長に就任した。民間出身としては初の市長となった。就任直後に太平洋戦争が勃発、戦時体制が強化されるなか困難な市政運営であった。
1945年8月9日、長崎市への原子爆弾投下により市内に甚大な被害が生じた。岡田は市庁舎に居て被爆したものの助かったが、爆心地から約200ⅿの位置にあった自宅の妻と長女、旧制瓊浦中学に通学していた長男の家族3名を失った。岡田は市長として、長崎県や軍とともに被災者の救出救護活動、道路や施設の復旧、遺体処理など被災地全域での活動に取り組んだ。
間もなく終戦となり、占領下で打ち出される新政策や市民生活の再建に力を入れ、同年10月に再選されたが、戦時中に県の翼壮団長であったことを理由に公職追放の対象となるため、再選から約1年後の1946年10月15日に長崎市長を辞職した。
追放中に再婚し青果会社の社長に迎えられたが、1949年3月6日に突然失踪し、行方不明となった。失踪から7年経った1956年11月18日、長崎市内の八郎岳で白骨死体が見つかり、前歯に分厚い金入歯を入れていたことが決め手となり死体は岡田と判明した。発見された場所の近くの木の枝に紐がかかっていたため、死因は自殺と断定された。自殺の原因は判明していないが、追放解除の希望が無いと分かり失望していたとされている。